# رحيق (ألبوم جوجي)
رحيق (بالإنجليزية: Nectar)‏ هو ثاني ألبوم استوديو للمغني وكاتب الأغاني الياباني جوجي، تم إصداره في 25 سبتمبر 2020 عبر انتفاضة 88. وهو يضم أغانٍ فردية «الملاذ الآمن» و«اهرب» و«اعطني الحب» و «ضوء النهار» مع ديبلو، فضلاً عن التعاون مع بينيي وليل ياتي وعمر ابلو وإيف ورم وري براون.

## خلفية
تم الإعلان عن الألبوم يوم 16 أبريل 2020 بأغنية «اعطني الحب». كان من المقرر إطلاقه في الأصل في 10 يوليو 2020، ولكن في 12 يونيو 2020، أعلنت جوجي أن الألبوم قد تأخر حتى 25 سبتمبر 2020 بسبب وباء كوفيد-19. كشفت جوجي عن قائمة الأغاني في 11 سبتمبر.

## قائمة التشغيل
| #   | عنوان                        | المدة |
| --- | ---------------------------- | ----- |
| 1.  | "او"                         | 3:27  |
| 2.  | "طريقة"                      | 3:27  |
| 3.  | "تيك توك"                    | 2:12  |
| 4.  | "ضوء النهار" (مع ديبلو)      | 2:43  |
| 5.  | "رفع مستوى"                  | 1:29  |
| 6.  | "اعطني الحب"                 | 3:34  |
| 7.  | "اهرب"                       | 3:15  |
| 8.  | " ملاذ"                      | 3:00  |
| 9.  | "آمال كبيرة" (يضم عمر أبولو) | 3:02  |
| 10. | "نيتروز"                     | 2:11  |

## الرسوم البيانية

### مخططات نهاية العام
| مخطط (2020)                  | موضع |
| ---------------------------- | ---- |
| ألبومات فنان أسترالية (ARIA) | 43   |